# Destiny (Negoto-dal)
A Destiny (stlizálva DESTINY) a Negoto japán pop-rock együttes kilencedik kislemeze, amely 2015. június 3-án jelent meg a Ki/oon Music jóvoltából. A Destiny a zenekar negyedik stúdióalbumának első kislemeze . A kiadvány címadó dala 2015. április 8-án, a TV Tokyo Gintama° című animesorozatának zárófőcím dalaként mutatkozott be. A szám azzal a céllal született meg, hogy a Vision nagylemezre is kerüljön legalább egy animedal, végül azonban a szám csak három hónappal az album után jelent meg.

## Dallista

### Korlátozott példányszámú kiadás
CD
1. Destiny
  - dalszöveg: Aojama Szacsiko, zene: Iszagoda Mizuki és Aojama Szacsiko, hangszerelés: Negoto
2. Jokaze to Polaris (夜風とポラリス?)
  - dalszöveg: Aojama Szacsiko, zene: Iszagoda Mizuki és Aojama Szacsiko, hangszerelés: Negoto
3. Synchromanica -Mizuki Masuda Remix- (シンクロマニカ -Mizuki Masuda Remix-?)
  - a 2013-ban megjelent Synchromanica című kislemez címadó dalának újrakeverése Maszuda Mizuki által
4. Destiny -Anime Ending Ver.- (kizárólag a korlátozott példányszámú animekiadáson)
  - a Destiny a Gintama° animesorozatban elhangzott zárófőcím dal hosszúságú változata
5. Destiny -Instrumental- (kizárólag a korlátozott példányszámú animekiadáson)
  - a Destiny instrumentális változata

DVD
- Negoto presents Ógucsi Pokan?! Hacu no zenkoku One-man Tour: Vision vacuzuku jo doko made mo♪ Sonicsi mitcsaku Documentary-hen (ねごと presents 「お口ポカーン?!初の全国ワンマンツアー2015 〜VISIONは続くよどこまでも♪〜」〜初日密着ドキュメンタリー編〜?)

A korlátozott példányszámú kiadás mellé egy irattartót csomagoltak.

### Normál kiadás
Kizárólag a CD-t tartalmazza, aminek tartalma megegyezik a korlátozott példányszámú kiadáséval.
Az első nyomott példányok mellé egy Gintama° matricát csomagoltak.

### Korlátozott példányszámú animekiadás
1. Destiny
2. Jokaze to Polaris (夜風とポラリス?)
3. Synchromanica -Mizuki Masuda Remix- (シンクロマニカ -Mizuki Masuda Remix-?)
4. Destiny -Anime Ending Ver.-
  - a Destiny a Gintama° animesorozatban elhangzott zárófőcím dal hosszúságú változata
5. Destiny -Instrumental-
  - a Destiny instrumentális változata

A korlátozott példányszámú animekiadás digipack kivitelű, borítóján a normál kiadás mellé csomagolt matricán szereplő rajz látható.